# Пікеті
Пікеті (порт. Piqueti, нар. 12 лютого 1993, Бісау) — футболіст Гвінеї-Бісау, нападник клубу «Марітіму» і національної збірної Гвінеї-Бісау.

## Клубна кар'єра
Народився 12 лютого 1993 року в місті Бісау. Вихованець футбольної школи клубу «Брага».
У дорослому футболі дебютував 2012 року виступами за команду клубу «Брага» Б, в якій провів три сезони, взявши участь у 73 матчах чемпіонату. Більшість часу, проведеного у складі другої команди «Браги», був основним гравцем атакувальної ланки команди.
У 2014 році дебютував виступами за головну команду «Браги». Протягом 2015 року захищав кольори команди клубу «Жіл Вісенте», де грав на правах оренди. Після повернення продовжив виступати виключно за дублючу команду клубу з Браги, в якому загалом провів 129 матчів в другому португальському дивізіоні.
Влітку 2017 року перейшов у «Марітіму».

## Виступи за збірні
Протягом 2012–2013 років залучався до складу молодіжної збірної Португалії. На молодіжному рівні зіграв у 15 офіційних матчах, забив 1 гол.
У 2015 році дебютував в офіційних матчах у складі національної збірної Гвінеї-Бісау. Наразі провів у формі головної команди країни 7 матчів, забивши 1 гол.
У складі збірної був учасником Кубка африканських націй 2017 року у Габоні, на якому відзначився забитим м'ячем.
| Дата       | Місто     | Господарі    | Результат | Гості        | Турнір                                  | Голи | Примітки |
| ---------- | --------- | ------------ | --------- | ------------ | --------------------------------------- | ---- | -------- |
| 8-10-2015  | Монровія  | Ліберія      | 1 – 1     | Гвінея-Бісау | Відбір до ЧС 2018                       | -    | 72'      |
| 13-10-2015 | Бісау     | Гвінея-Бісау | 1 – 3     | Ліберія      | Відбір до ЧС 2018                       | -    | 46'      |
| 23-3-2016  | Бісау     | Гвінея-Бісау | 1 – 0     | Кенія        | Відбір до Кубка африканських націй 2017 | -    |          |
| 27-3-2016  | Найробі   | Кенія        | 0 – 1     | Гвінея-Бісау | Відбір до Кубка африканських націй 2017 | -    |          |
| 4-6-2016   | Бісау     | Гвінея-Бісау | 3 – 2     | Замбія       | Відбір до Кубка африканських націй 2017 | -    |          |
| 14-1-2017  | Лібревіль | Габон        | 1 – 1     | Гвінея-Бісау | Кубок африканських націй 2017           | -    | 61'      |
| 18-1-2017  | Лібревіль | Камерун      | 2 – 1     | Гвінея-Бісау | Кубок африканських націй 2017           | 1    | 50'      |
| Усього     |           | Матчів       | 7         |              | Голів                                   | 1    |          |